# Fight for You
Fight for You (englisch für „kämpfe für dich“) ist ein Lied von H.E.R. Das Stück erschien auf dem Soundtrack-Album Judas and the Black Messiah: The Inspired Album zum Film Judas and the Black Messiah aus dem Jahr 2021.

## Entstehung
Geschrieben wurde das Lied von H.E.R., Dernst „D’Mile“ Emile II, der den Song auch produzierte, und Tiara Thomas. Das Lied wurde für den Film Judas and the Black Messiah geschrieben, der auf der Lebensgeschichte des Black Panther-Mitglieds Fred Hampton basiert und mit dessen Erschießung endet. H.E.R. ließ sich im Wesentlichen von Soul-Hymnen von Interpreten wie Marvin Gaye, Nina Simone und Sly & the Family Stone inspirieren, was auch zeitlich zur Filmhandlung passt. Der Text ist hoffnungsvoll geschrieben und wird am Ende des Films gespielt.

## Veröffentlichung und Promotion
Die Erstveröffentlichung von Fight for You erfolgte als Einzeldownload sowie YouTube-Video am 4. Februar 2021. Am gleichen Tag sang sie den Song in einer Episode der Late Show with Stephen Colbert. Die Single erschien unter dem Musiklabel Six Course Music Group / RCA Records.
Das Stück erschien als Teil des Inspired Albums, das zum Filmstart am 12. Februar 2021 vom Film Judas and the Black Messiah aus dem Jahr 2021. Zu Fight for You wurde ein offizielles Musikvideo veröffentlicht. Das Video enthält sowohl Filmszenen als auch Szenen mit der Sängerin. Es feierte seine Premiere auf YouTube am 9. März 2021.

## Inhalt
Der Song beschreibt den Zusammenhalt von farbigen Menschen und vom Kampf für die Freiheit. Angelehnt wurde die Thematik an die Black-Lives-Matter-Proteste die im Zusammenhang des verstorbenen George Floyd ausgelöst wurden. Ziel von H.E.R. war, es mit dem Lied beide Generationen, die der Bürgerrechtsbewegung und die der neuen Black-Lives-Matter-Bewegung zu bewegen.
Aufgebaut ist das Lied auf zwei verschiedene Strophen, zwei verschiedenen Refrains, einer Bridge sowie einem Intro und Outro.

## Mitwirkende

### Liedproduktion
- H.E.R.: Gesang, Liedtexter
- D’Mile: Liedtexter, Produzent
- Tiara Thomas: Liedtexter

### Unternehmen
- Six Course Music Group / RCA Records

## Preise und Auszeichnungen
Der Song wurde bei den Golden Globe Awards 2021 als Bester Filmsong nominiert, unterlag jedoch Io Sì (Seen) aus dem Film Du hast das Leben vor dir von Laura Pausini. Er hat den Oscar in der Kategorie Bester Filmsong bei der Oscarverleihung 2021 gewonnen. Fight for You erhielt außerdem Nominierungen bei den Critics’ Choice Movie Awards und bei den Black Reel Awards als Bestes Lied.